# Ypthima haka
Ypthima haka är en fjärilsart som beskrevs av John Nevill Eliot 1967. Ypthima haka ingår i släktet Ypthima och familjen praktfjärilar. Inga underarter finns listade i Catalogue of Life.